# ファニーズ
ファニーズは、かつて存在した1982年から1984年まで活動した日本の学生演劇コントユニット。

## メンバー
- 赤木 一馬（アカギ カズマ：リーダー、当時は浪人生）
- 小椋 常利（オグラ ツネトシ：当時は中央大学経済学部在学中）
- 菊原 智岐（キクハラ トモキ：当時は日本大学芸術学部映画学科在学中）
- 外丸 直人（トマル ナオト：当時は獨協大学経済学部在学中、後に脱退）
- 細谷 昌一（ホソヤ ショウイチ、中途加入）

## スタッフ
- 甲斐守 尚（カイモリ ショウ、プロデュース・構成・演出を担当）

## 主な出演

### テレビ
- お笑いスター誕生!! （日本テレビ系）

1982年7月31日に初登場し、ストレートで9週勝ち抜く。
1983年1月1日、第3回ゴールデンルーキー賞獲得。

### 演劇
- ファニーズ・カンパニー「悲しき街角」

### ライブ
- 渋谷エッグマン

### CM
- 明治製菓

出世ガム、オレンジアップ、コーラアップ
- ギャツビー
- セブンイレブン

### 新聞
- 報知新聞（1982年7月31日）- 「ファニーズ“衝撃的な出現”」
- 東京タイムズ（1982年12月8日）- 「お笑いにゅーうえーぶ10 ファニーズ」
- 赤旗（1982年12月29日）- 「《顔》ばかなことを大まじめに」

### 雑誌
- プレイボーイ（1983年3月号）
- JUNON（1983年2月号）
- スコラ（1983年1月号）
- POPEYE（1983年7月25日号）
- ミス・ヒーロー（1983年4月号）